# Валя-Алунішулуй
Валя-Алунішулуй (рум. Valea Alunișului) — село у повіті Вилча в Румунії. Входить до складу комуни Ширіняса.
Село розташоване на відстані 164 км на захід від Бухареста, 25 км на південний захід від Римніку-Вилчі, 74 км на північ від Крайови, 139 км на південний захід від Брашова.

## Населення
За даними перепису населення 2002 року у селі проживали 32 особи, усі — румуни. Усі жителі села рідною мовою назвали румунську.